# Чемпионат мира по шахматам ФИДЕ 2002
Чемпионат мира по шахматам ФИДЕ 2002 — проходил по олимпийской системе в Москве, между 128 участниками.

## Описание
Чемпион мира ПША Владимир Крамник не участвовал, как и игрок с самым высоким рейтингом ЭЛО Гарри Каспаров. Однако в турнире приняли участие все другие сильнейшие игроки мира, в том числе победитель предыдущего чемпионата мира ФИДЕ Вишванатан Ананд.
Первые шесть туров были сыграны с 27 ноября по 14 декабря 2001 года, а финальный матч начался 16 января и закончился 23 января 2002 года. Турнир выиграл украинский гроссмейстер Руслан Пономарёв, в возрасте 18 лет став самым молодым чемпионом мира ФИДЕ.

## Финал
|                  | Страна  | Рейтинг | 1 | 2 | 3 | 4 | 5 | 6 | 7 | + | - | = | Очки |
| ---------------- | ------- | ------- | - | - | - | - | - | - | - | - | - | - | ---- |
| Руслан Пономарёв | Украина | 2684    | 1 | ½ | ½ | ½ | 1 | ½ | ½ | 2 | 0 | 5 | 4½   |
| Василий Иванчук  | Украина | 2731    | 0 | ½ | ½ | ½ | 0 | ½ | ½ | 0 | 2 | 5 | 2½   |